# Александър Сталийски (министър на отбраната)
Вижте пояснителната страница за други личности с името Александър Сталийски.
Александър Александров Сталийски е български политик от Демократическата партия.

## Биография
Роден е на 4 август 1925 година в град София в семейството на политика Александър Сталийски. В периода 1946 – 1947 е член на Демократическата партия. След 1947 завършва Софийския университет със специалност право. Интерниран е в лагерите Белене, Богданов дол и други. През 1947 г. става секретен сътрудник на Държавна сигурност; снет е от нейния отчет през 1955 г. Адвокатства в Чепеларе.
През 1992 година става министър на отбраната. След 1993 година става пак адвокат. Умира в град София на 13 януари 2004 година.
Негов син е бизнесменът Александър Сталийски.